# Cicerocrinus
Genre
Espèces de rang inférieur
- † Cicerocrinus anglicus
- † Cicerocrinus elegans

Cicerocrinus est un genre éteint de crinoïdes de la famille des Pisocrinidae et de l'ordre des Pisocrinida.
Selon Paleobiology Database, le genre comporte deux espèces, C. anglicus et C. elegans. Les deux espèces se rencontrent dans des terrains datant du Silurien trouvés au Royaume-Uni.
Cicerocrinus anglicus Jaekel, 1900 (syn. Lagarocrinus anglicus) fut trouvé à la localité Gumma Farm, à Presteigne, au pays de Galles. 
Cicerocrinus elegans Sollas, 1900 est l'espèce type (syn. Lagarocrinus tenuis Jaekel, 1900). Le fossile du spécimen type du Musée de l'Université d'Oxford décrit par Sollas est un calice et a pour numéro OM c 80. Celui décrit par Jaeckel sous le nom de Lagarocrinus tenuis est également un calice et porte le numéro BM E 5726. Il a été trouvé au niveau de la localité de Old Bridge près de Ludlow, en Angleterre.